# 辣根
辣根（學名：Armoracia rusticana），又称西洋山嵛菜、马萝卜、山蘿蔔、粉山葵、西洋山葵，原产东南欧，是十字花科辣根属多年生宿根耐寒植物。可以作为蔬菜使用，具有刺激鼻窦的香辣味道。辣根用于欧洲国家的烤牛肉等菜肴的佐料以外，因削皮後是白的，加入食用色素後可作为仿制山葵调料的材料。

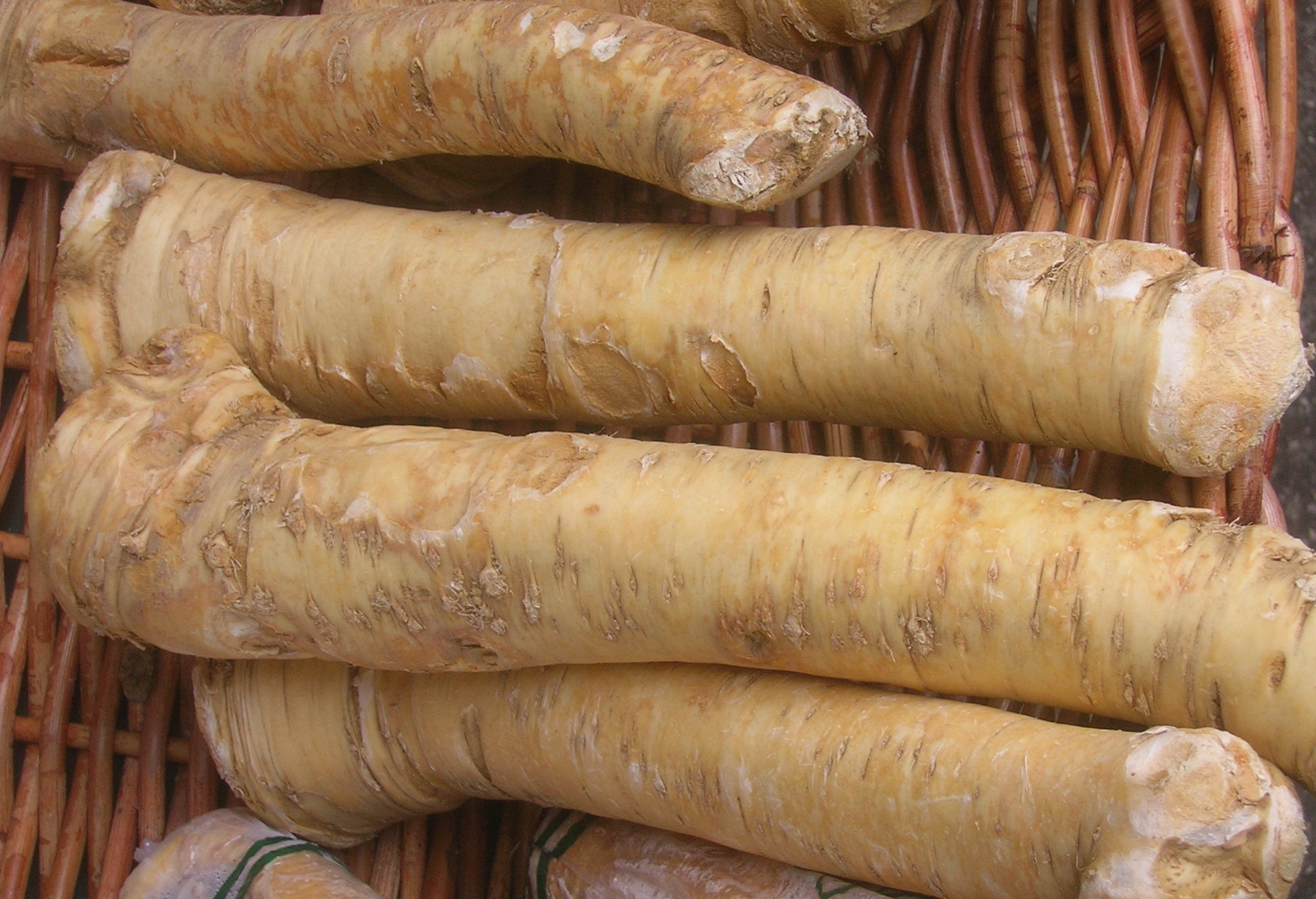
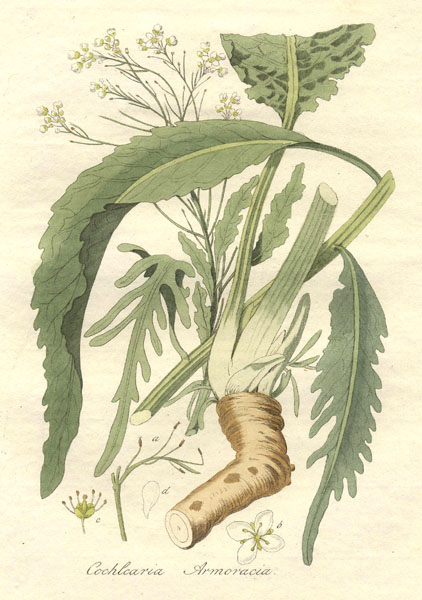
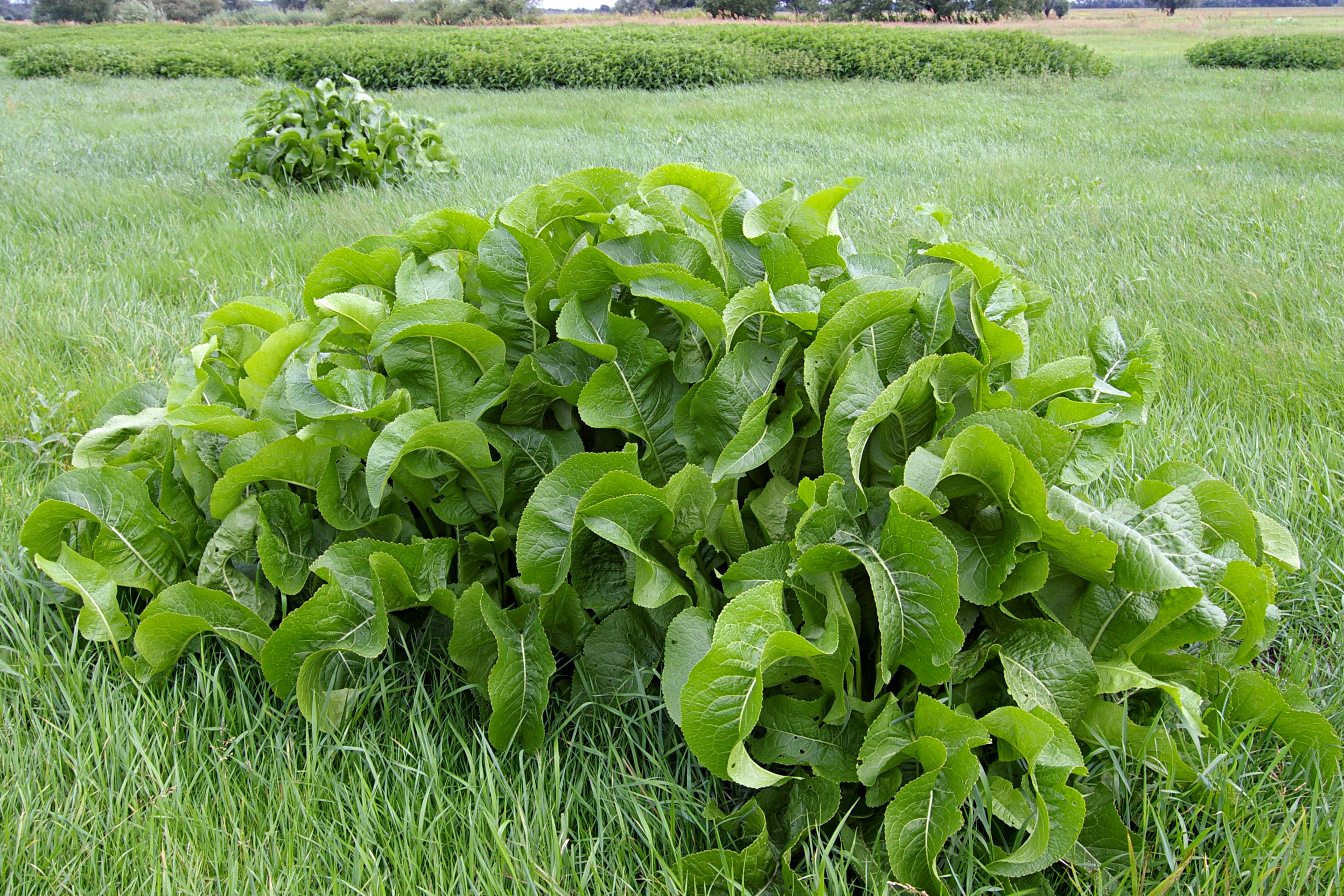